# Dječji zbor Osječki zumbići
Dječji zbor Osječki zumbići hrvatski je dječji zbor.

## Povijest

### Rane godine
Dječji zbor Osječki zumbići osnovan je 1989. godine, a od 1998. godine djeluje u sastavu GRM Polifonija, odnosno Instituta za zborsku glazbu Polifonija. Kroz zbor je prošlo nekoliko tisuća djece uzrasta do 11 godina. Dječji zbor Osječki zumbići osnovan je 1989. godine i djelovao je pod vodstvom prof. Jelene Burić do 2000. godine, a od 1995. godine je u radu sudjelovala i kasnijih godina nastavila vođenje zbora (i ostalih zborova u okviru Polifonije) dr.sc. Antoaneta Radočaj-Jerković. 

### Osječki zumbići nakon 1998. godine
Nakon uključivanja u Institut za zborsku glazbu Polifonija rast i popularnost Zumbića su nastavljeni te su postignuti brojni uspjesi. Od 2013. godine su dirigentice i voditeljice dr.sc. Majda Milinović i Anja Papa, mag.mus., a klavirska suradnica je Martina Proleta.

## Diskografija, audio i video radovi
- Kazeta/album "Osječki zumbići" s 18 pjesama (1993.)
- Četiri godišnja doba
- Bijeli Osijek

## Vanjske poveznice
Mrežna mjesta
- Youtube kanal Dječjeg zbora Osječki zumbići
- Djeca o Zumbićima + voditeljice zbora